# San Pietro in Ciel d'Oro
San Pietro in Ciel d’Oro è un quartiere di edilizia residenziale situato nella parte centro-occidentale di Pavia.
Costruito dall'VIII secolo, ha un impianto quadrangolare irregolare delimitato a nord da Viale Nazario Sauro, a sud-ovest da Viale Giacomo Matteotti e a sud-est da Viale XI Febbraio.

## Descrizione
Sull’affaccio di Viale Giacomo Matteotti sono concentrati gli studi medici-architettonici e la Casa di riposo Pio Albergo Pertusati. All’incrocio con viale XI febbraio vi è Palazzo Devoti, la caserma militare, il palazzo dell’INCIS e la casa dell’IACP che fronteggia Porta Milano. La zona settentrionale è caratterizzata da una forte pendenza dovuta alla presenza delle Mura Spagnole. In essa, così come nell’area occidentale, vi sono diversi studi giuridici-architettonici e parcheggi ed è concentrata la zona residenziale. L’interno è presieduto dalla Piazza San Pietro in Ciel d’Oro (da cui il nome del quartiere) con l’omonima basilica e il convento dei padri agostiniani ad essa limitrofo. Sul lato opposto si ha invece il Comando Provinciale dei Carabinieri situato nel Palazzo dei Padri lateranensi in stile barocco. Procedendo poi in senso antiorario: la casa dell’INCIS, Casa Milani e casa Castelli. 

## Storia

### Diatribe tra Lateranensi e Agostiniani
Il quartiere di San Pietro in Ciel d’Oro si sviluppò intorno all’area nominata dal 1360 come “Cittadella”. Essa fu costruita contemporaneamente (e solo successivamente annessa) al Castello Visconteo ad opera di Galeazzo II Visconti. Era costituita da delle mura soggette a lavori di fortificazione nel 1372, 1374, 1378 diretti dall’ingegnere Giacomino Abramelli. Un’area piú ristretta all’interno della Cittadella era il “castellarium”. Quest’ultimo si estendeva a nord fino al monastero petrino, (un muro in modo particolare confinava con le diverse proprietà concesse in affitto dallo stesso monastero), poi si estese fino alla prima cerchia muraria ed infine alla seconda cerchia. Nella costruzione di quest’ultima, si è resa necessaria la formazione di una “posterula” che mettesse in comunicazione le proprietà di San Pietro all’interno e all’esterno delle nuove mura. Questo fatto induce a credere che il “castellarium” potesse essere stato allestito già al momento della fondazione del monastero nell'VIII secolo da parte del re longobardo Liutprando.
Successivamente, con la costruzione del parco visconteo, venne occupata da diverse residenze, stalle e magazzini. In età sforzesca tra il 1457-1463 venne fatta una riedizione dei passaggi coperti dei vicoli della parrocchia di San Pietro in Vincoli verso Strada Nuova per ampliare e unire le abitazioni.
Dal Trecento al 1785 le diverse controversie tra i Canonici e gli Agostiniani circa la spartizione e la destinazione d’uso degli spazi testimoniarono i vari mutamenti dell’assetto edilizio-urbanistico dell’area.
Una prima documentazione si ha con una bolla del 1327 di papa Giovanni XXII che in occasione dell’installazione degli Eremitani di Sant’Agostino in San Pietro in Ciel d’Oro stabiliva un uso comune della chiesa, del campanile e la condivisione delle spese con i Canonici.
Un documento del dicembre del 1353 attesta inoltre la vendita agli Agostiniani da parte dei Canonici di alcuni corpi di fabbrica a sud della chiesa, con la richiesta tuttavia di una gestione coordinata degli spazi e delle pertinenze. I Canonici mantennero giurisdizione sulla porta maggiore della basilica, sul cimitero (nuovamente reclamato dagli Agostiniani nel 1387) e sul portone di accesso dalla via pubblica all’area del sagrato. Spettò invece agli Agostiniani una porta che collegava il loro convento all’atrio (nel 1399 l’abate Dionigi voleva farla murare) e al loro sacrista furono consegnate le chiavi della porta maggiore della chiesa.
Per l’operazione di ampliamento del dormitorio si fa inoltre riferimento alle “cappelle” cioè resti prossimi all’atrio della basilica preromanica (in parte rinvenuta nel 1750 con dei lavori di sistemazione della pavimentazione dell’atrio e in una planimetria conservata all’archivio di stato di Milano). Tra questi vi era la Chiesa parrocchiale di Sant’Andrea in cittadella, di pertinenza dei monaci e poi dei Canonici che lo delimitava a sud-ovest, in parte crollata circa vent’anni prima e non più ricostruita. L’atrio in questione non venne mai completato per la presenza di strutture più antiche nell’area. Di esso rimangono infatti solo le ammorsature previste per le volte, immacolate d’intonaco. Un documento del 1239 e una veduta del Veneroni attestano la sua annessione alla via pubblica mediante la turris porte: una torre facente parte dell’assetto altomedievale dell’area, posta sopra il voltone e la porta di accesso dell’atrio. La torre, costruita tra il X-XI secolo presentava fitte lesene con archetti pensili binati uniti da larghe mensole alla sommità. Al piano superiore vi era un vano che ospitava i laici più importanti. Nel 1401 una bolla di Bonifacio IX circa la chiesa e l’atrio imponeva l’uso comune della navata centrale e riserva una navata minore per ciascuna delle due comunità.
Una panoramica dell’area si può riscontrare nella planimetria di Claricio o nella veduta dell’ingegnere Tiberio Romussi del 1634 e in quella del Ballada del 1654.
Da una veduta del 1711 di Giuseppe Lombardino e da una del Moneta è possibile notare che l’area antistante la basilica era dotata di due percorsi divisi da un muro addossato a un albero, più tardi sostituito da colonne lapidee, conducevano a due ingressi. Il primo a sinistra, riservato ai Canonici (successivamente aperta anche al traffico della popolazione), conduceva al sagrato; il secondo degli Agostiniani ai locali del convento e del sagrato. Nel 1740 si aprì una violenta diatriba circa la selciatura dell’atrio a seguito della richiesta dei Canonici del rifacimento dell’ingresso al palazzo. Gli Agostiniani contribuirono alle spese previa estensione della selciatura all’intero piazzale. L’area fu soggetta a crolli parziali nel 1754, a cui seguirono un progetto di ricostruzione cinque anni più tardi. Nel 1751-1757 in una planimetria del catasto teresiano l’area del sagrato della basilica risultava ancora delimitata a sud e ad ovest da edifici, pertanto la formazione del piazzale deve essere avvenuta nel 1799. A ovest di esso è presente un muro che separa il cimitero dei canonici lateranensi dal piazzale stesso. A destra, la cappella mortuaria costituisce un residuo dell’antica chiesa di Sant’Andrea in cittadella precedentemente citata. Alle sue spalle si osservano dei corpi di fabbrica in cui si apriva il portone di accesso e in fondo la struttura in cui si apre la porta che dal sagrato immetteva al chiostro degli Agostiniani e conduceva separatamente all’esterno. A sinistra, si riconosce la facciata settecentesca del palazzo dei canonici lateranensi.
Nel 1756 le funzioni parrocchiali furono trasferite temporaneamente a San Pietro. Nell’Ottocento infine, le strutture nella zona meridionale della basilica vennero demolite.

### Piano regolatore
Il quartiere è stato oggetto delle modifiche imposte dal nuovo Piano Regolatore del 1938. Il concorso nazionale, indetto nel 1932, si riproponeva di: riordinare le viabilità, colmare la mancanza di strutture essenziali, risolvere i problemi di igiene soprattutto lungo i quartieri vicini al Ticino (soggetti a inondazioni),ammodernare il sistema fognario, conservare il centro storico e assolvere alle nuove esigenze dovute all’incremento demografico subito dopo la grande guerra. Il concorso, giudicato solo due anni più tardi nel 1934, vide al primo posto il piano regolatore Motto Regisole n.38 dell’architetto Carlo Morandotti; al secondo posto l’ingegnere Carlo Alberto Sacchi e gli architetti Ferdinando Reggiori e Umberto Sabbioni con il Motto Papia Mirabilis 111. Infine al terzo posto il Motto Caesar 1947 degli ingegneri Camillo Bianchi e Giuseppe Gazzaniga e dell’architetto Mario Bacciocchi. 
In modo particolare il quartiere fu citato nel piano di ripristino e riqualifica Motto Papia Mirabilis 111 che prevedeva un approccio storicistico volto alla preservazione degli edifici come il Duomo di Pavia, San Michele, e le absidi di San Pietro in Ciel d’Oro da arbitrarie demolizioni e compromissioni. 
Compare inoltre nel Piano Regolatore e d’ampliamento del 1938-1941 dell’UTC a cura dell’ingegnere Astori. Egli infatti, per volere del podestà, prese il posto dell’architetto Morandotti (a seguito della sua rinuncia nel 1937 al piano Regisole n.38) e rifacendosi a un piano precedente del 1913 redatto dall’UTC prevedeva di sistemare due strade di accesso alle absidi di San Pietro in Ciel d’Oro.

## Sant'Andrea in Cittadella
Nota anche come Sant’Andrea in Brollo (in nome della piazza su cui sorgeva), si hanno sue testimonianze ai tempi di Carlo Magno, il quale ordinò la fondazione al suo interno di scuole pubbliche per la lettura. Nel 1148 in una bolla di papa Eugenio III risulta di suo possesso. Passò poi di dominio ai Canonici Lateranensi i quali, a seguito di un crollo dell’edificio nel 1730 circa, commissionarono il suo rifacimento nel 1754 all’architetto Lorenzo Cassani. Egli progettò un impianto ottagonale smussato a navata unica con un presbiterio e un coro quadrangolare. Successivamente seguirono sviluppi dei tracciati curvilinei che ne modellavano i fianchi, l’abside e le balaustre. L’interno era costituito da una cupola centrale e delle cupole minori laterali decorate con stucchi a riccioli sulle lesene e ad occhio di bue in prossimità delle finestre superiori. La facciata doveva avere lesene sovrapposte, un portale con fastigio e un finestrone con volute e vasi acroteriali. I materiali privilegiati erano il cotto per mezzanelle, forti, cornici e fregio; le pietre di miarolo per gli zoccoli, stuccature in gesso e marmo polverizzato. Infine il lato orientale in concomitanza della Canonica dei Lateranensi presentava lesene e finestre ovali incorniciate. Nel 1785 venne profanata ed adibita a biblioteca. Di essa non sono pervenuti resti.

## Casa Marchelli
Venne progettata dall’architetto Carlo Alberto Sacchi, di fatto tuttavia non venne mai realizzata. Doveva avere un impianto a C con una corte aperta verso la strada ed una distribuzione a ballatoio lungo i relativi tre lati. Una porzione di edificio venne inclinata a favore della strada principale che collega ancora oggi l’ingresso alla piazza, all’interno dell’edificio tale irregolarità viene risolta con una scala a pianta triangolare.

## Casa Castelli

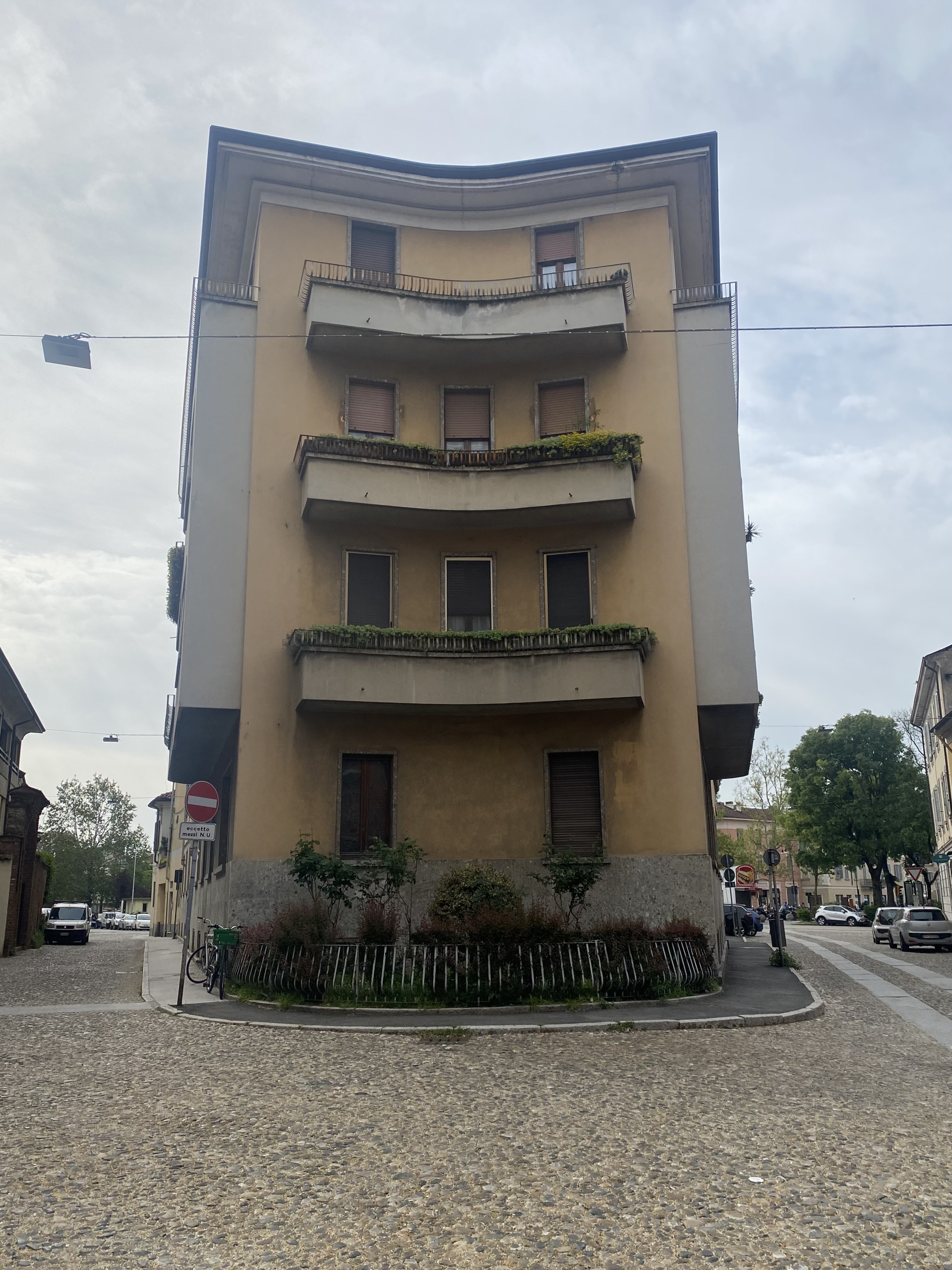
Casa Castelli (fotografia di Monica Galbadores)

Di proprietà di Guglielmo Castelli, venne realizzata dall’ingegnere Carlo Alberto Sacchi su modello del progetto di casa Lavezzari del 1934 di Terragni e Lingeri a Milano. Il progetto tuttavia, dovette tenere conto dell’ubicazione ambigua della residenza, posta alla sommità di un isolato triangolare e del rispetto estetico della piazza e della Basilica di San Pietro in Ciel d’Oro. Secondo le norme regolamentari infatti, l’edificio doveva avere 22m di altezza complessiva verso la piazza, 13.50m verso Via Griziotti, 10.50 m verso Via Liutprando. Purtroppo la breve fronte sulla piazza, la sua altezza e i due corpi di fabbrica di altezze differenti sulle vie laterali avrebbero determinato una discontinuità tra i corpi di fabbrica e nascosto una cornice della piazza stessa sul lato sud.
Per tali motivi l’ingegnere fu costretto a chiedere una deroga all’art. 19 del Regolamento edilizio ("...rispetto alle vie pubbliche, sottoposte a servitù di pubblico passaggio ad anche private la media altezza di ciascuna fabbrica non potrà mai superare una volta e mezza larghezza della via sulla quale prospetta. L’altezza assoluta della fabbrica non dovrà superare 22m anche per le larghezze stradali o piazze che ne consentono una maggiore altezza.") sacrificando 7 m di altezza nella parte di fabbricato a smusso e un risvolto di 18,6 m sulle vie laterali.
Il progetto vide l’approvazione della Commissione Edilizia presieduta dallo stesso architetto Morandotti (all’epoca incaricato della sistemazione urbanistica del quartiere) e dell’Ufficio Tecnico Comunale che non giudicó la sua istanza come una concessione speciale, ma anzi una compensazione dovuta alla riduzione dell'altezza dell’edificio. 
I lavori vennero tuttavia rinviati in un primo momento perché risultò necessario modificare l’ultimo piano eccedente in altezza rispetto al progetto. Ulteriori modifiche comportarono l’arretramento della fronte a favore di una cancellata sistemata a giardino al suo interno e la riduzione della facciata. 
Dal certificato di abitabilità rilasciato dal podestà di Pavia, la struttura risulta abitabile dal 16 luglio 1938. Ad oggi lungo i lati principali presenta dei volumi aggettanti interrotti da balconi; il lato minore è invece risolto con una lieve concavità del prospetto. All’interno invece presenta un vano scala e gli appartamenti sono distribuiti sui lunghi corridoi.

## Casa dell’INCIS

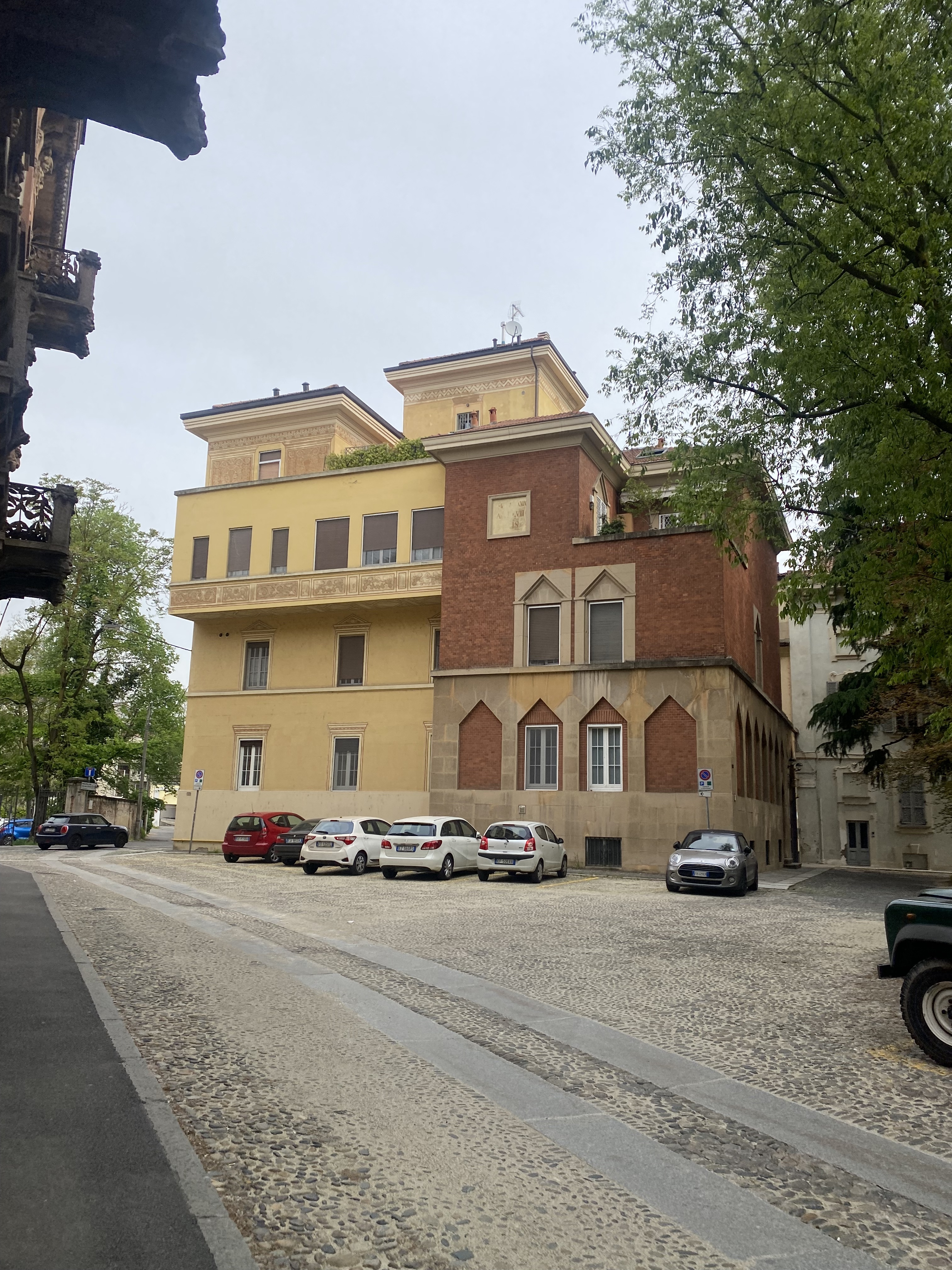
Casa dell'INCIS (fotografia di Monica Galbadores)

L’Istituto Nazionale Case per Impiegati Statali operò a Pavia tra il 1928 e il 1930, in particolar modo nell’area tra il Castello Visconteo e la Basilica di San Pietro in Ciel d’Oro, fino al ridosso del bastione delle Mura Spagnole. La costruzione di una residenza in modo specifico comportò la demolizione del preesistente fabbricato tra il castello e la cosiddetta ‘Cittadella’ che includeva la basilica.
Il progetto della Casa dell’INCIS presenta tre strutture di forma parallelepipeda di diversa altezza e profondità sviluppate su quattro piani tra la Piazza San Pietro in Ciel d’Oro e viale Nazario Sauro. Lo stile è tipico del Ventennio con accenni razionalisti. È costituita da paramenti lisci alternati a quelli in intonaco con motivi rinascimentali e a quelli in mattone. I piani superiori hanno fasce scolpite a bassorilievi, colonne, riquadri e incorniciature per le finestre. Il prospetto con l’affaccio sulla basilica romanica presenta decorazioni in cotto e aperture distinte da una cuspide orientaleggiante. Fu fortemente criticata dalla Sovrintendenza dell’arte medievale e moderna di Milano come “... di un’architettura infelice, anzi ridicola...”come offesa alla basilica romanica. Tale diatriba con l’INCIS si concluse grazie all’intervento del Comune che ordinò di porre un’alta vegetazione nella piazza per nascondere la casa “brutta e sgraziata” .

## Casa dell'IACP
L’Istituto Autonomo Case Popolari nel 1926 stabilì di realizzare un palazzo nei pressi di Porta Milano collegato direttamente alla basilica di San Pietro in Ciel d’Oro da una strada. Quest’ultima tuttavia rimase solo in fase progettuale, circa la casa dell’IACP venne invece avanzata una prima proposta nel 1929 di un edificio di tre piani con una superficie di circa 674,60 mq. Prevedeva un prospetto con al piano inferiore uno zoccolo a bugnato, finestre incorniciate e un portale con colonne e timpano. Il primo piano delle finestre con lesene ad architrave a fasce, il secondo delle finestre con cornice mistilinea. Gli interni ed esterni vennero tuttavia criticati dalla Commissione edilizia: “la facciata ha portale troppo misero e il bugnato del piano rialzato occorre sia modificato in corrispondenza dell'architrave delle finestre, come usa in architettura.”
Il secondo progetto del giugno del 1930 teneva conto delle critiche precedenti e mirava inoltre a differenziare la casa mediante decorazione dalle altre case operaie. I lavori iniziarono l’anno successivo nel Gennaio del 1931. La facciata è costituita al piano terra da un paramento murario in bugnato, mentre i piani nobili sono compresi tra le due fasce marcapiano poste alla sommità dell’edificio e al confine con il piano terra. Esse sono decorate con ovuli, dentelli e piccole ghirlande.  Il corpo centrale aggettante è scandito da paraste scanalate sul fondo e presenta un ampio portale arcuato sovrastato da un balcone. L’ultimo piano è particolareggiato da una fila di finestre con colonne di ordine gigante e cornice ricca, mentre all’altezza del fastigio del tetto vi sono vasi e obelischi. Diversamente le ali laterali in corrispondenza del sottotetto hanno alle estremità due loggette architravate. L’unica modifica al progetto fu la sostituzione delle finestre ai margini del primo piano con due bovindi.

### Fonti archivistiche
- Biblioteca Bonetta e Archivio Storico Civico, Comune di Pavia, AC pm '31-'40 119 VI 1B n. 823